# 訃報 1999年2月
訃報 1999年2月（ふほう 1999ねん2がつ）では、1999年（平成11年）2月中に物故した、又は物故が報じられた人物についてまとめる。

## （1日 - 14日）

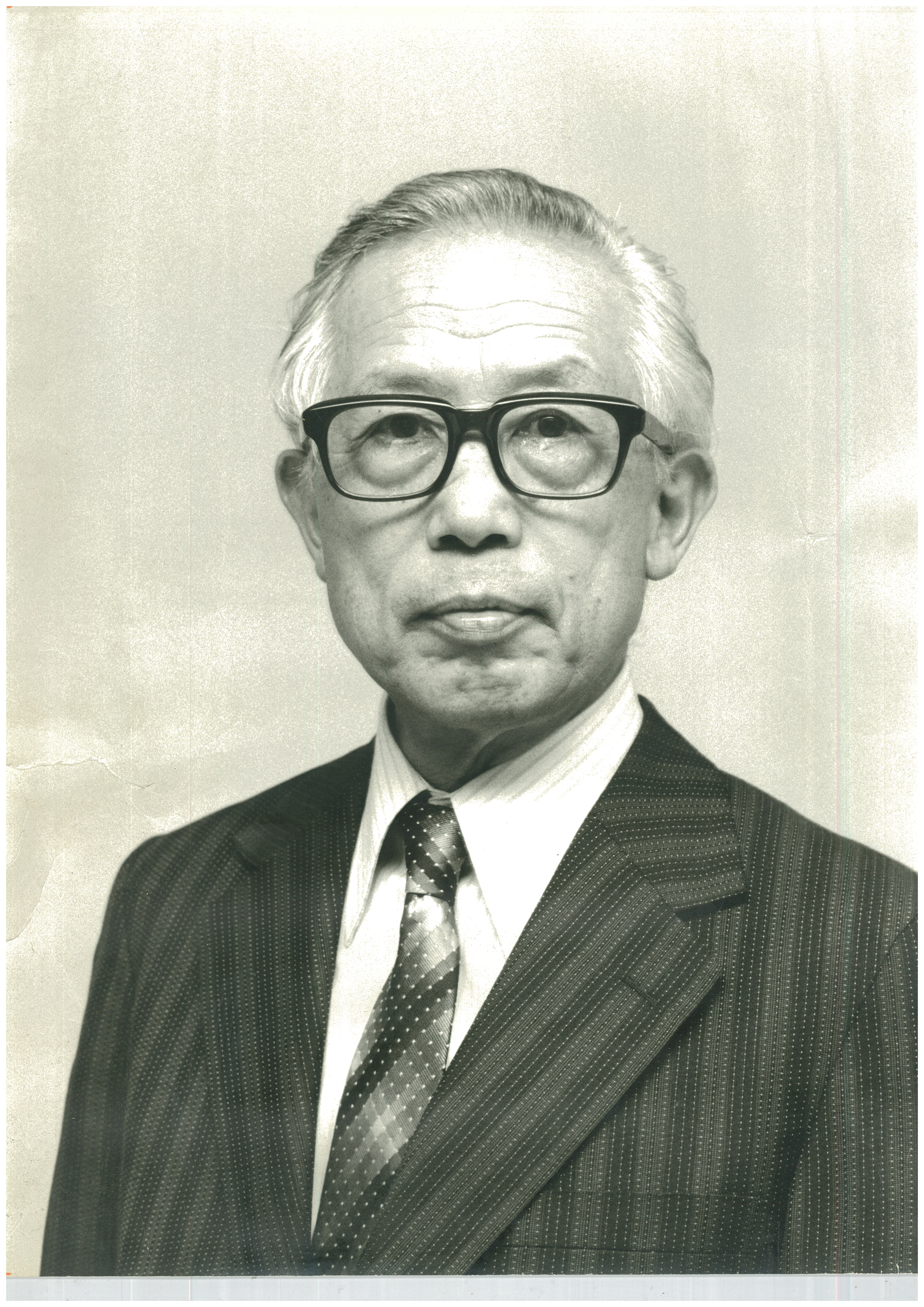
植松正／2月3日没

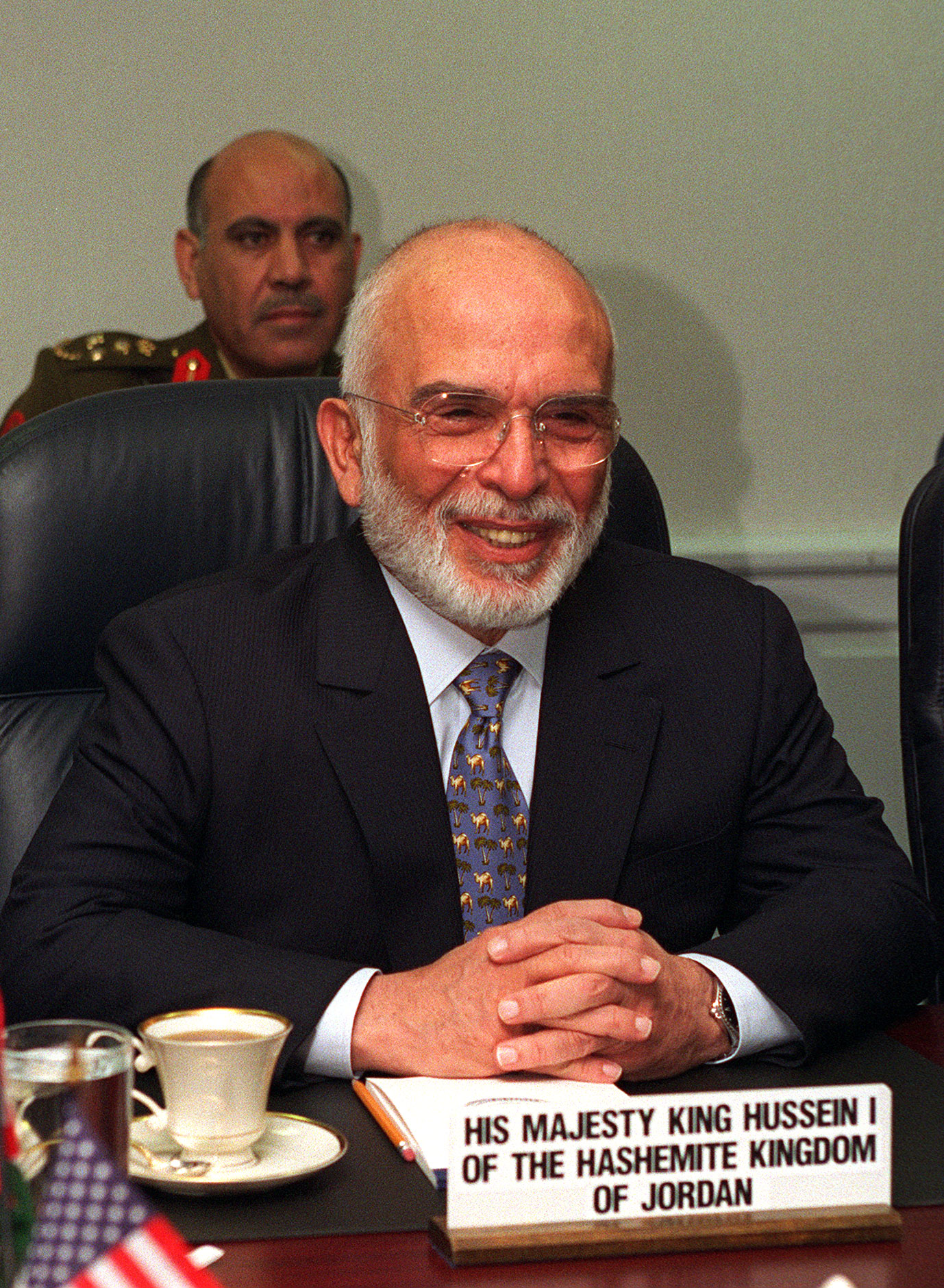
フセイン1世／2月7日没

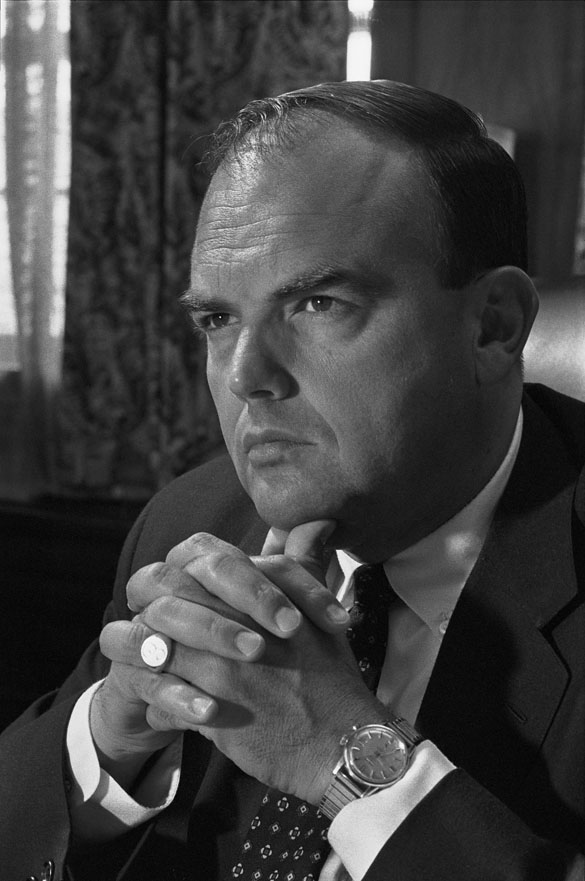
ジョン・アーリックマン／2月14日没

- 2月3日 - 植松正、刑法学者（* 1906年）
- 2月7日 - フセイン1世、ヨルダン王（* 1935年）
- 2月8日 - アイリス・マードック、思想家・小説家・詩人（* 1919年）
- 2月8日 - みず谷なおき、漫画家（* 1960年）
- 2月9日 - 久野収、思想家（* 1910年）
- 2月12日 - 秋野やす、長寿日本一（* 1885年）
- 2月14日 - ジョン・アーリックマン、リチャード・ニクソン大統領顧問（* 1925年）

## （15日 - 28日）

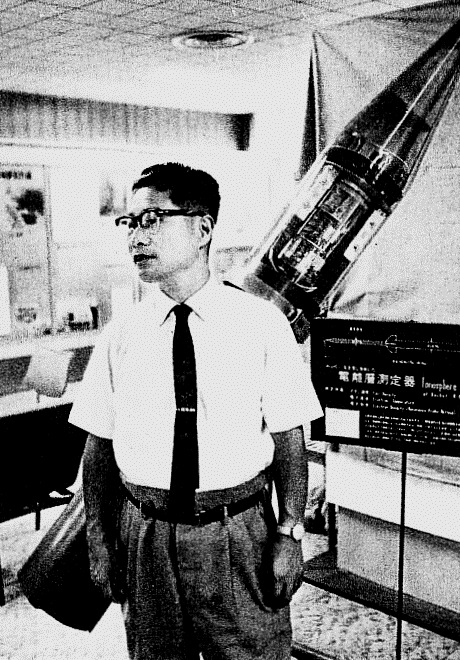
糸川英夫／2月21日没

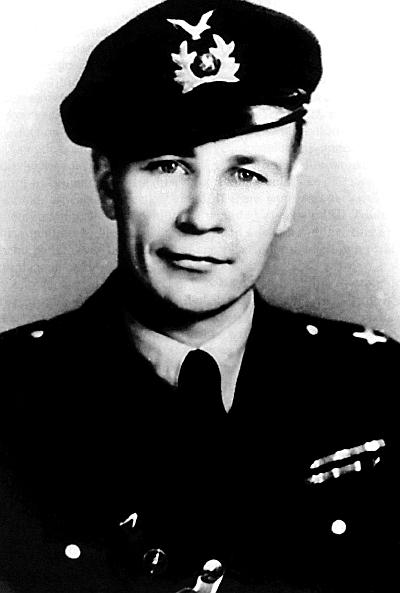
イルマリ・ユーティライネン／2月21日没

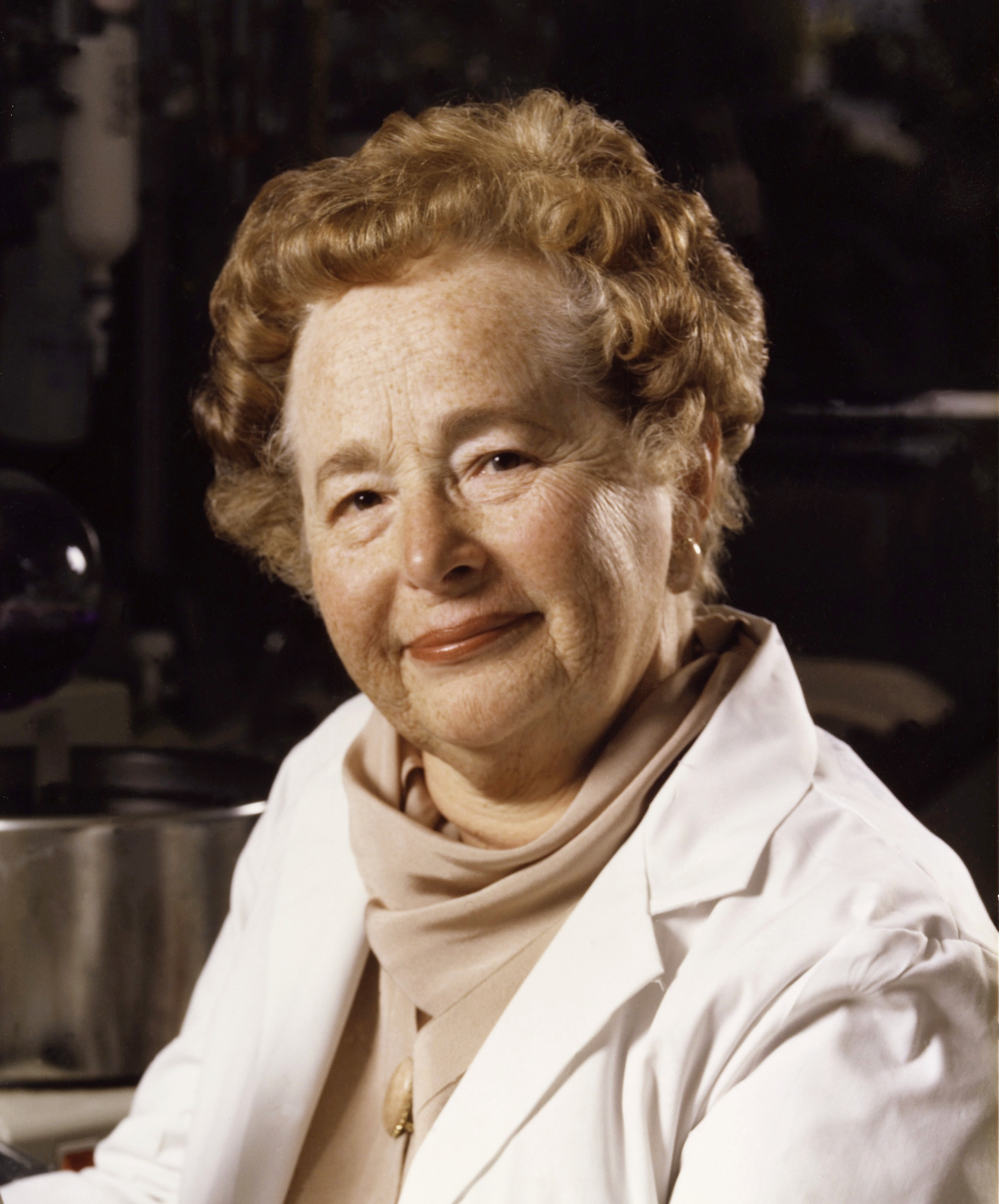
ガートルード・エリオン／2月21日没

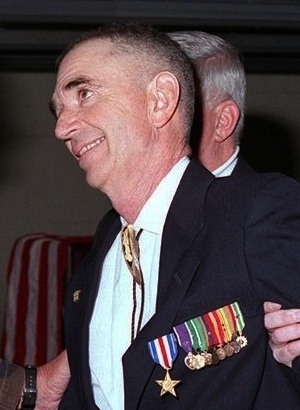
カルロス・ハスコック／2月23日没

- 2月15日 - 山岡久乃、女優（* 1926年）
- 2月16日 - ネジル・カズム・アクセス、作曲家（* 1908年）
- 2月16日 - フリーツィ・ブルガー、フィギュアスケート選手（* 1910年）
- 2月19日 - 柳家菊語楼、落語家（* 1943年）
- 2月21日 - 夏目純一、ヴァイオリニスト（* 1907年）
- 2月21日 - 糸川英夫、工学者（* 1912年）
- 2月21日 - イルマリ・ユーティライネン、軍人（* 1914年）
- 2月21日 - ガートルード・エリオン、生化学者・薬理学者（* 1918年）
- 2月23日 - ルース・ギップス、作曲家、ピアニスト、オーボエ奏者（* 1921年）
- 2月23日 - カルロス・ハスコック、アメリカ合衆国の軍人、狙撃手（* 1942年）
- 2月24日 - 西川満、小説家、詩人（* 1908年）
- 2月26日 - 片岡清一、政治家、元衆議院議員・郵政大臣（* 1911年）